# ベルナール・トマ管弦楽団
ベルナール・トマ管弦楽団（Orchestre Bernard Thomas）は、パリを拠点とするフランスのオーケストラである。ベルナール・トマ室内管弦楽団とも呼ばれる。

## 概要
1967年にベルナール・トマにより結成される。演奏する曲や作曲者の年代等に応じて、12人から15人の「室内管弦楽」(Orchestre de Chambre)、18人から30人の「モーツァルト・フォーメーション」(La Formation «Mozart»)、25人から40人の「大フォーメーション」(La Grande Formation)の3種の編成を使い分ける。

## 註
1. ↑  公式サイト
2. ↑  Orchestre de Chambre Bernard Thomas - Discogs（英語）
3. ↑  Naxos
4. ↑  “Présentation”.   orchestre-bernard-thomas.fr. 2017年4月29日時点のオリジナルよりアーカイブ。2017年2月18日閲覧。